# Cergy-Pontoise

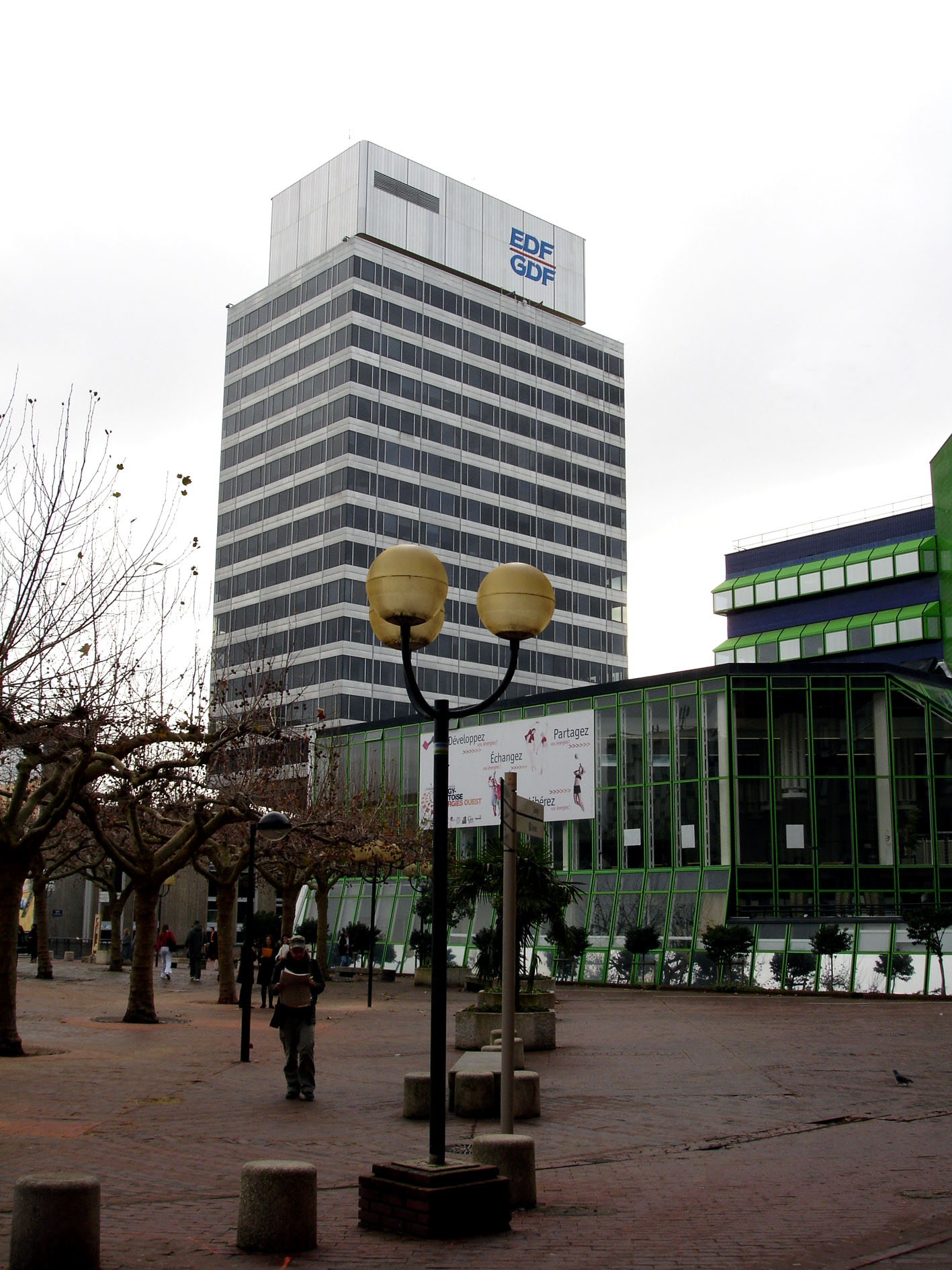
Vista di Cercy-Pontoise

Cergy-Pontoise è un nuovo agglomerato urbano situato in Francia, nel dipartimento della Val-d'Oise a nord-ovest di Parigi, sul fiume Oise. La città deve il suo nome ai due principali comuni che la compongono, Pontoise e Cergy.
Secondo il censimento del 2003, l'agglomerato ha una popolazione di 183.430 abitanti ed occupa una superficie di 7.774 Ha, con una densità di 2.360 abitanti per Km².
La città è sede dell'Università Cergy-Pontoise.

## Storia
La creazione dell'agglomerato fu decisa negli anni sessanta, quando per controllare il rapido sviluppo di Parigi si decise di creare diverse nuove città attorno alla capitale. A nord di Parigi la scelta cadde sulla zona intorno a Pontoise. Si decise che le vecchie città si sarebbero integrate in un agglomerato più grande, il cui centro sarebbe stato Cergy, che allora era poco più di un villaggio.
Dal 1965 cominciò la creazione del nuovo agglomerato urbano, che venne articolata in più fasi. l'11 agosto 1972 vi fu la creazione ufficiale della nuova città di Cergy-Pontoise, che comprendeva 15 comuni. Nel 1984 quattro comuni lasciarono la struttura, a cui nel 2004 si aggiunse un 12º comune.
Nel 2005 l'agglomerato di Cergy-Pontoise era composto dai seguenti 12 comuni:
- Boisemont
- Cergy
- Courdimanche
- Éragny
- Jouy-le-Moutier
- Maurecourt
- Menucourt
- Neuville-sur-Oise
- Osny
- Pontoise
- Puiseux-Pontoise
- Saint-Ouen-l'Aumône
- Vauréal